# Xu Dishan
許地山 Xu Dishan (Tainan, 1893 - Hong Kong, 1941) escritor chino del período moderno, fue especialista en budismo, su obra está marcada por sus creencias en esta religión. 
El pseudónimo literario era Luo Huasheng (落華生).
Intervino activamente en el Movimiento 4 de Mayo y fundó junto con otros la Asociación de Estudios Literatos.

## Obras
Su primer cuento "pájaro de la suerte" se publicó en 1921.

### Novelas
- La comerciante
- La red atrapa a la araña
- Lluvia de montaña
- Chuntao.

## Estudios
En 1922 se graduó en el instituto de religión de la Universidad de Yanjing y viajó a Estados Unidos, donde se dedicó a la investigación de la historia de las religiones y a la filosofía religiosa. En 1924 se trasladó a Oxford donde estudió sánscrito, filosofía hindú, historia de la religión y folklore.
Regresó a China en 1926, donde fue nombrado catedrático en la Universidad de Yanjing.